# Makai Mason
Makai Salaam Mason (Greenfield, 4 maggio 1995) è un cestista tedesco con cittadinanza statunitense.

## Palmarès
- Campionato tedesco: 1

Alba Berlino: 2019-20
- Coppa di Germania: 1

Alba Berlino: 2019-20